# José Hipólito Raposo

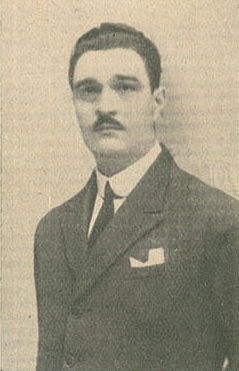
José Hipólito Vaz Raposo (1885-1953)

José Hipólito Raposo (São Vicente da Beira, Portugal, 13 de febrero de 1885-26 de agosto de 1953) fue un escritor, abogado, historiador y político portugués.

## Vida política
Estudió en la Universidad de Coímbra antes de ejercer como abogado. Formó parte del grupo de intelectuales monárquicos. En 1911 viajó a París con su amigo Alberto Monsaraz estableciendo contacto con el grupo monárquico francés que dirigía la revista Acción Francesa con quienes compartían muchos objetivos. Junto con Monsaraz, António Sardinha, João do Amaral y José Adriano Pequito Rebelo publicaron el periódico monárquico A Nação Portuguesa en 1913. Aquel mismo año junto con Monsaraz y Sardinha fueron los fundadores del Integralismo Lusitano. Raposo se convirtió en uno de los ideólogos más importantes del nuevo grupo, que tuvo gran influencia en Plínio Salgado que frecuentemente prologó sus trabajos.
Con la llegada de António de Oliveira Salazar y su intento final de impulsar el integralismo, lanzando el periódico titulado Integralismo Lusitano con Luís de Almeida Braga en 1932, que fue un fracaso, su figura se desvaneció.

## Obras
Dona Luisa de Gũsmao, duquesa e rainha (1613-1666) biografía de Luisa de Medina Sidonia. 
Publicó igualmente poesía, novela, ensayos y crítica teatral, en la tradición académica de la Universidad de Coímbra.